# Ilema chalana
Ilema chalana är en fjärilsart som beskrevs av Moore 1859. Ilema chalana ingår i släktet Ilema och familjen tofsspinnare. Inga underarter finns listade i Catalogue of Life.